# Groundhog Day (musical)
Groundhog Day è un musical con musiche e parole di Tim Minchin su libretto di Danny Rubin, tratto dal film Ricomincio da capo (1993) con Bill Murray. Il musical ha debuttato all'Old Vic di Londra il 16 agosto 2016 ed è rimasto in scena per una stagione limitata sold out fino al 19 settembre. Il 9 marzo 2017 il musical ha aperto a Broadway, dove è rimasto in scena all'August Wilson Theatre per 176 repliche fino al 17 settembre.

## Trama

### Atto I
Phil Connors, un arrogante meteorologo televisivo, è costretto a fare un reportage a Punxsutawney, in Pennsylvania, in occasione della cerimonia annuale del Giorno della Marmotta; egli è riluttante, in quanto non reputa questo servizio alla sua altezza. Quando arriva in città insieme al resto dello staff, la gente di Punxsutawney spera che la marmotta, chiamata anch'essa Phil, non vedrà la sua ombra: ciò significherebbe la fine dell'inverno e l'inizio della primavera ("There Will Be Sun"). Il mattino del giorno seguente, il 2 febbraio, Phil si sveglia di pessimo umore ed incomincia a trattare con disprezzo ogni persona che incontra, mentre si reca a Gobbler's Knob in cui si svolge la cerimonia annuale, incluso un suo odioso compagno di scuola, Ned Ryerson. ("Small Town, U.S.A."). Quando arriva sul posto incontra il cameraman Larry e la sua nuova produttrice Rita; la marmotta prevede altre sei settimane d'inverno ("Punxsutawney Phil"). Mentre Phil e Rita pranzano in una tavola calda, Larry prepara il furgone per la partenza, e lo sceriffo entra e dice loro che una brutta tempesta di neve ha chiuso tutte le strade fuori città, impedendogli di andarsene. Rita fa un'annotazione nel suo diario, prima del banchetto del Giorno della Marmotta, e la gente del paese ripone fiducia per la prossima primavera ("February 2nd/There Will Be Sun"). Il giorno successivo, Phil si sveglia e rivive la sua mattinata di nuovo, incontrando le stesse identiche persone del giorno precedente nello stesso identico modo ("Small Town, USA"). Phil, inoltre, riporta a malincuore di nuovo la cerimonia che ha lo stesso risultato del giorno prima ("Punxsutawney Phil") e Rita si gode i festeggiamenti dopo aver commentato nel suo diario lo strano comportamento di Phil ("February 2nd/There Will Be Sun"). La mattina successiva, Phil si sveglia ancora il 2 febbraio e teme un esaurimento nervoso; decide quindi di consultare tutti i medici e gli psichiatri della città, nessuno dei quali riesce a trovare una spiegazione logica ("Stuck"). Phil decide quindi di recarsi al bar, dove conosce due ubriaconi annoiati dalla vita, perché le loro giornate sempre nella stessa maniera. Il trio, non avendo nulla da perdere, decide di salire sulla macchina guidando incautamente sui binari del treno ed eludendo i poliziotti, ma Phil viene arrestato ("Nobody Cares"). La mattina dopo, Phil si sveglia il 2 febbraio e si rende conto di poter fare tutto ciò che vuole, in quanto non ci potranno mai essere ripercussioni nel suo futuro: tratta gli altri in modo terribile, si presenta al lavoro vestito in modo ridicolo e usa i suoi ripetuti giorni per sedurre Nancy Taylor, una donna del posto che convince ad andare a letto con lui ("Philandering"). Dopo essersi abituato ad un ritmo edonistico, Phil punta gli occhi su Rita con l'intenzione di conquistarla. Trascorre diversi giorni cercando di creare il suo appuntamento perfetto con lei, diventandone ossessionato perché non riesce nel suo intento. Phil ripensa al suo primo appuntamento con una ragazza, realizzando che quello fu un giorno felice e si domanda perché non possa più riaccadere, Rita invece si chiede se troverà mai qualcuno che potrebbe amare, e i cittadini esprimono il desiderio di realizzare quei progetti che hanno da sempre rimandato, in attesa di un giorno idealizzato ("One Day"). La mattina dopo, Phil si sveglia il 2 febbraio e spacca la sua sveglia.

### Atto II
Il secondo atto si apre con l'ennesima cerimonia del giorno della marmotta, mentre Nancy Taylor analizza il suo comportamento e il modo in cui si presenta al mondo, sentendosi come se stesse perennemente interpretando la parte della "ragazza carina" per compiacere gli altri ("Playing Nancy"). Phil arriva a Gobbler's Knob per la sua trasmissione e interrompe il suo servizio per sparare alla marmotta e poi a sé stesso. La mattina dopo, Phil si sveglia il 2 febbraio e sperimenta diversi modi per suicidarsi, giurando di non arrendersi ("Hope"). Un pomeriggio, Phil ritorna alla tavola calda con Rita, a cui decide di confessare tutto quello che gli sta accadendo. La ragazza è scettica, quindi lui comincia a raccontarle i fatti privati dei vari cittadini, prevedendo le loro azioni. Come prova finale, le dice anche le cose che ha imparato su di lei ("Everything about you"). Prima sconvolta e poi incuriosita, i due trascorrono la giornata insieme all'insegna della spensieratezza, facendo anche un giro sulle giostre; Rita gli fa capire che ciò che gli è accaduto non sia una maledizione e gli insegna a guardare le cose da un'altra prospettiva, ipotizzando come trascorrerebbe lei la sua vita se fosse al suo posto ("If I Had My Time Again"). Quella sera, Rita decide di trascorrere la notte sveglia nella camera di Phil, per vedere cosa sarebbe successo nel momento in cui la giornata sarebbe ricominciata; tuttavia si addormenta precocemente. Phil, osservandola, realizza di essersene innamorato ("Everything About You (Reprise)"). La mattina dopo, Phil si sveglia il 2 febbraio, di nuovo da solo, e decide di impegnarsi nell'aiutare le altre persone e di migliorare sé stesso, imparando a suonare il pianoforte ("Philosopher"). Un giorno, incontrando per l'ennesima volta Ned, scopre che sua moglie è morta e più tardi quella sera Phil trova un senzatetto morto nel parco: trascorrerà diversi giorni cercando di impedirne la morte, ma poi si rende conto che certe cose sono inevitabili ("Night Will Come"). In un nuovo Giorno della Marmotta, Phil offre una trasmissione sorprendentemente profonda e poi gira per la città aiutando i cittadini ("Philanthropy"). Rita arriva al consueto banchetto, dove tutti in città raccontano di quello che Phil ha fatto per loro quel giorno, poi scopre che anche lui suona nella band ("Punxsutawney Rock"). Come premio all'asta c'è un ballo con Phil e viene vinto da Rita. Phil afferma che, a discapito di tutto, è felice perché la ama; Rita lo bacia ("Seeing You"). La mattina dopo, Phil si sveglia e, sorprendentemente, trova Rita ancora nella sua stanza e uno strato di neve fresca che ricopre il terreno fuori. Egli è felicissimo del fatto che il loop temporale si sia finalmente spezzato ed accetta di trascorrere del tempo con Rita, iniziando la giornata guardando il sorgere del sole a Punxsutawney il 3 febbraio ("Dawn").

## Premi
- Laurence Olivier Award al miglior nuovo musical (2017)
- Laurence Olivier Award al miglior attore in un musical ad Andy Karl (2017)
- Outer Critics Circle Award al miglior attore in un musical ad Andy Karl (2017)
- Drama Desk Award al miglior attore protagonista in un musical ad Andy Karl (2017)